# Humanes Coronavirus NL63
Das Humane Coronavirus NL63 (englisch Human coronavirus NL63, HCoV-NL63; Spezies Alphacoronavirus amsterdamense) ist ein Virus in der Familie Coronaviridae, die Ende 2004 bei einem sieben Monate alten Kind mit Bronchiolitis in den Niederlanden identifiziert wurde.
Das Virus ist behüllt und hat ein Genom aus einer Einzelstrang-RNA mit positiver Polarität.
Die Virusteilchen (Virionen) treten in die Wirtszelle ein, in dem sie an ihre Angiotensin-konvertierendes Enzym 2-Rezeptoren (ACE2-Rezeptor) binden.
Weltweit wurden Infektionen mit dem Virus bestätigt und die Infektion ist mit einer ganzen Reihe von häufigen Symptomen und Krankheiten verbunden. Die damit verbundenen Anzeichen umfassen leichte bis mittelschwere Infektionen der oberen Atemwege und schwere Infektionen der unteren Atemwege, Pseudokrupp und Bronchiolitis.
HCoV-NL63 tritt hauptsächlich bei kleinen Kindern, älteren Menschen und immungeschwächten Patienten mit akuten Atemwegserkrankungen in Erscheinung. In den gemäßigten Klimazonen gibt es eine saisonale Assoziation. In einer in Amsterdam durchgeführten Studie wurde das Vorhandensein von HCoV-NL63 bei etwa 4,7 % der häufigsten Atemwegserkrankungen geschätzt.
HCoV-NL63 hat seinen Ursprung bei Coronaviren von infizierten Musangs und Fledertieren.
HCoV-NL63 ist eines von sieben bekannten Vertretern der Coronaviridae, die den Menschen infizieren, darunter
HCoV-229E (Alphacoronavirus chicagoense), HCoV-OC43 (Betacoronavirus gravedinis, veraltet Betacoronavirus 1), HCoV-HKU1 (Alphacoronavirus rousetti) – diese vier summarisch auch englisch common cold Coronaviruses (ccCoVs) genannt; sowie MERS-CoV, das ursprüngliche SARS-CoV (d. h. SARS-CoV-1) und SARS-CoV-2.
Schätzungen zufolge existierte der letzte gemeinsame Vorfahr mit HCoV-229E vor etwa 1000 Jahren; es zirkuliert wahrscheinlich seit Jahrhunderten beim Menschen.

## Symptome
Die ersten Fälle der Infektion mit HCoV-NL63 wurden bei kleinen Kindern gefunden, die wegen schwerer Erkrankungen der unteren Atemwege in Krankenhäusern aufgenommen wurden.
Das klinische Erscheinungsbild einer Infektion kann schwerwiegend sein, aber es gibt auch milde Fällen von Atemwegsinfektionen. Weil es häufig Mehrfachinfektionen von HCoV-NL63 und anderen Erregern gibt, ist es schwierig, die spezifischen Symptome des Virus zu bestimmen.
Eine Studie über klinische Symptome bei HCoV-NL63-Patienten ohne Sekundärinfektion ergab, dass Fieber, Husten, Rhinitis, Halsschmerzen, Heiserkeit, Bronchitis, Bronchiolitis, Lungenentzündung und Krupp die häufigsten Symptome sind.
Eine frühe Studie an Kindern mit Erkrankungen der unteren Atemwege ergab, dass HCoV-NL63 häufiger bei ambulanten Patienten als bei Krankenhauspatienten gefunden wurde. Dies deutet darauf hin, dass es sich um ein Erkältungsvirus handelt, und darin HCoV-229E und HCoV-OC43 ähnelt, also im Allgemeinen weniger schwere Symptome verursacht.
Die hohe Häufigkeit der Kruppe ist jedoch spezifisch für eine HCoV-NL63-Infektion.

## Ausbreitung

Die saisonale Verteilung von HCoV-NL63 zeigt eine höchste Nachweishäufigkeit zwischen November und März

Es wird angenommen, dass sich HCoV-NL63 durch direkte Übertragung von Person zu Person in dicht besiedelten Gebieten ausbreitet.
Die Virusteilchen können außerhalb des menschlichen Körpers in wässrigen Lösungen bei Raumtemperatur bis zu einer Woche und auf trockenen Oberflächen bis zu drei Stunden überdauern.
Die meisten Menschen werden im Laufe ihres Lebens irgendwann einmal mit einem Coronavirus infiziert werden, aber einige Bevölkerungsschichten sind anfälliger für HCoV-NL63.
Diese umfassen Kinder unter 5 Jahren, ältere Menschen und immungeschwächte Personen.
HCoV-NL63 scheint eine saisonale Präferenz zu haben, in gemäßigten Klimazonen tritt es am häufigsten in den Wintermonaten auf.
In extremeren und tropischeren Klimazonen hat das Virus keine Präferenz für eine bestimmte Jahreszeit.
Viele Studien haben das gleichzeitige Auftreten von HCoV-NL63 mit
anderen humanen Coronaviren, Influenza A-Viren, Humanen Orthopneumoviren (Humanes Respiratorisches Synzytial-Virus, hRSV), Parainfluenzaviren und humanen Metapneumoviren (hMPV) berichtet.

## Übertragung und Vermehrungszyklus
Die Übertragung von HCoV-NL63 erfolgt wahrscheinlich durch Tröpfchenausstoß aus den Atemwegen, entweder über die Luft oder durch Schmierinfektion, etwa engen persönlichen Kontakt ausbreiten kann.
Die Virionen können in Atemsekreten bis zu sieben Tage überdauern und bleiben bei Raumtemperatur infektiös.
Sobald das Viruspartikel in den Wirtsorganismus eingedrungen ist, bindet es mithilfe von Spike-Proteinen an zelluläre Rezeptoren, ähnlich wie bei anderen Coronaviren (SARS-CoV, MERS-CoV), aber auch HIV-1. Die Virionen können das Angiotensin-konvertierende Enzym 2 (englisch Angiotensin-Converting-Enzym 2, ACE2) als Eintrittsrezeptor verwenden, um an die Zielzellen zu binden und in diese einzutreten.
Die genaue Art und Weise des Eintritts der Virionen in die Wirtszellen wurde noch nicht bestimmt, der Eintritt in die Zelle erfolgt entweder durch direkte Zellfusion mit der Plasmamembran oder durch Endozytose, gefolgt von einer Fusion (Verschmelzung) der Kapsidhülle der Virionen mit der sie umschließenden zellulären Membran.
Da noch kein cDNA-Klon des Genoms von HCoV-NL63 zur Verfügung steht, sind die Forschungsergebnisse zum Replikationszyklus begrenzt.
Da es sich um ein einzelsträngiges RNA-Virus (ssRNA-Virus) positiver Polarität handelt, sollten die Replikationsprozesse über Transkription und Translation im Zytoplasma der infizierten Zelle erfolgen.

## Diagnose
Es ist schwierig, zwischen Symptomen zu unterscheiden, die durch eine Infektion mit dem HCoV-NL63-Virus verursacht werden, und solchen, die durch andere häufig vorkommende menschliche Viren verursacht werden, was die Diagnose und Erkennung komplex macht. Die Reverse-Transkriptase-Polymerase-Kettenreaktion von Proben, die durch einen Nasopharynxabstrich entnommen wurden, ist die am häufigsten verwendete Methode zum Nachweis des Virus.
Zur Bestätigung der Infektion können auch Viruskultur- oder Blutserumtests auf Antikörper verwendet werden.

## Vorbeugung
Die US-amerikanischen Zentren für die Kontrolle und Prävention von Krankheiten (englisch Centers for Disease Control and Prevention, CDC) empfehlen verschiedene Maßnahmen zur Verhinderung einer Infektion mit HCoV-NL63, darunter: Häufiges Händewaschen mit Wasser und Seife, Vermeiden des engen Kontakts mit kranken Personen und Nichtberühren von Augen, Mund oder Nase.

## Krankheitsverlauf und Behandlung
Die Behandlung von Infektionen mit HCoV-NL63 hängt von der Schwere der damit verbundenen Symptome ab.
Die meisten leichten bis mittelschweren Infektionen verschwinden von selbst.
Die Symptome können durch Einnahme von Schmerzmitteln gelindert werden.
Bei infizierten Patienten, die aufgrund einer akuten Atemwegsinfektion intensivmedizinisch versorgt werden, kann eine antivirale Behandlung erforderlich sein.
Intravenöses Immunglobulin ist ein von der U. S. Food and Drug Administration (FDA) zugelassener HCoV-NL63-Inhibitor, der auch zur Behandlung von primärem Immundefekt (primär meint keine Folgeerscheinung einer anderen Erkrankung), hRSV und Kawasaki-Syndrom eingesetzt wird.

## Systematik

### Äußere Systematik
Nach ICTV (und NCBI) wird die Spezies HCov-NL63 zusammen mit der verwandten Spezies NL63-related bat coronavirus strain BtKYNL63-9b in die gemeinsame Untergattung Setracovirus der Gattung Alphacoronavirus gestellt:
- Gattung Alphacoronavirus

- Untergattung Setracovirus

- Spezies Alphacoronavirus amsterdamense mit Human coronavirus NL63 (HCov-NL63)
- Spezies Alphacoronavirus triaenopis mit NL63-related bat coronavirus strain BtKYNL63-9b

### Innere Systematik
Das NCBI listet unter Human coronavirus NL63 drei Subtypen:
Spezies Alphacoronavirus amsterdamense
- Human coronavirus NL63

- Human coronavirus 1196/2001/NL
- Human coronavirus 3363/2000/NL
- Human group 1 coronavirus associated with pneumonia

Nach anderen Quellen scheint ein in New Haven (Connecticut) ursprünglich gefundenes Coronavirus
- „New Haven Coronavirus“ („HCoV-NH“)

ein Subtyp von HCoV-NL63 zu sein (ein später in New Haven gefundenes Virus der Coronaviridae gehört jedoch zu HCoV-HKU1, Alphacoronavirus rousetti).

## Aktuelle Forschung
Jüngste Daten deuten auf einen Zusammenhang der HCoV-NL63-Infektion mit dem Kawasaki-Syndrom hin, einer systemischen Vaskulitis (Gefäßentzündung) im Kindesalter, die zu Aneurysmen der Koronararterien (Herzkranzgefäße) führen kann.
In den Industrieländern ist das Kawasaki-Syndrom die häufigste Ursache für erworbene Herzkrankheiten bei Kindern.
Eine weitere Analyse der HCoV-NL63-Pathogenität erscheint daher angebracht, insbesondere aufgrund der neueren Belege dafür, dass dieses Virus denselben zellulären Rezeptor ACE2 benutzt wie die Vertreter der Spezies SARS-CoV (darunter der Verursacher der Pandemie COVID-19).
HCoV-NL63 wurde auch im Darmtrakt infizierter Personen gefunden und steht dann im Zusammenhang mit Gastroenteritis. Diese Art der Infektion ist das direkte Ergebnis der viralen Invasion der Schleimhaut des Darms. Die Rolle von HCoV-NL63 bei Gastroenteritis ist auch hier aufgrund unter den gegebenen Bedingungen einer typischen Koinfektion mit anderen Viren unklar. Eine Infektion mit HCoV-NL63 wird aufgrund seiner Rolle bei vielen leichten bis mittelschweren Infektionen der Atemwege und der Komorbidität (dem gleichzeitigen Auftreten) mit anderen Krankheiten wahrscheinlich oft nicht erkannt. Es wurden daher umfassendere, bevölkerungsbasierte Studien vorgeschlagen, um die Auswirkungen dieses Virus auf Körperregionen außerhalb der Atemwege zu erforschen.